# The Lantern
The Lantern är en låt komponerad av Mick Jagger och Keith Richards som lanserades av The Rolling Stones på albumet Their Satanic Majesties Request 1967. I USA blev den b-sida till singeln "In Another Land". Låten inleds mystiskt med ett antal klockslag och förvridna gitarriff av Keith Richards. Nicky Hopkins medverkar på piano, och Brian Jones spelar akustisk gitarr och bleckblåsinstrumenten på inspelningen. Bill Wyman och Charlie Watts är med på sina vanliga instrument, bas och trummor. Matthew Greenwald har i sin recension för Allmusic beskrivit låten som "psykedelisk folkmusik, kanske inspirerad av den då populära gruppen The Incredible String Band".